# 豊国覚堂

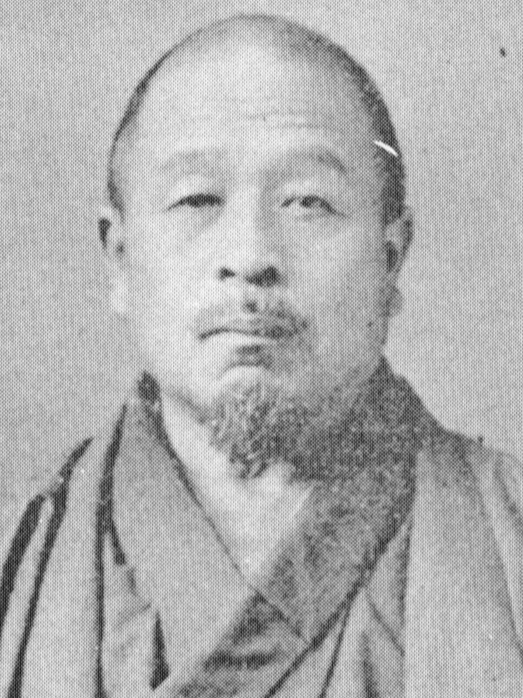
豊国覚堂

豊国 覚堂（とよくに がくどう、慶応元年6月25日（1865年8月16日） - 昭和29年（1954年）2月4日）は、明治期から昭和にかけての曹洞宗の僧、郷土史家。俗名、義孝。群馬県前橋市堀越町長善寺住職。上毛郷土史研究会を結成し『上毛及上毛人』を刊行したほか、『高崎志』『前橋風土記』などの郷土資料の出版、『征露記念高崎繁昌記』『戦捷記念前橋繁昌記』『歩兵第十五連隊日露戦役史』『高山彦九郎叢書』など地域関連書籍の刊行を行った。

## 略歴
- 慶応元年（1865年）6月25日 - 多野郡日野村猪田曹洞宗長湯山興春寺に父田川義水、母知加の子として生まれる。
- 明治12年（1879年） - 勢多郡大胡町大字堀越の長善寺の豊国洞伝の養子となる。
- 明治19年（1886年）1月23日 - 長善寺住職の辞令を受ける。
- 明治22年（1889年）6月 - 前橋で雑誌『獅子吼』を岩佐直次郎、大島染之助と発刊[2]。
- 明治23年（1890年） - 大内青巒の招きで上京し『江湖新聞』の宗門担当となる。
- 明治26年（1893年） - 木島はんと結婚。
- 明治29年（1896年） - 『上毛新報』の記者となる。
- 明治32年（1899年） - 長善寺の住職を依願免職。
- 明治38年（1905年）3月 - 『上野日々新聞』を発刊し主幹となる。
- 大正2年（1913年）8月 - 上毛郷土史研究会結成。
- 大正3年（1914年）4月 - 『上毛及上毛人』創刊。
- 大正10年（1921年）11月 - 群馬県史蹟名勝天然記念物調査委員。
- 昭和29年（1954年）
  - 1月30日 - 藍綬褒章。
  - 2月4日 - 死去。

## 『上毛及上毛人』

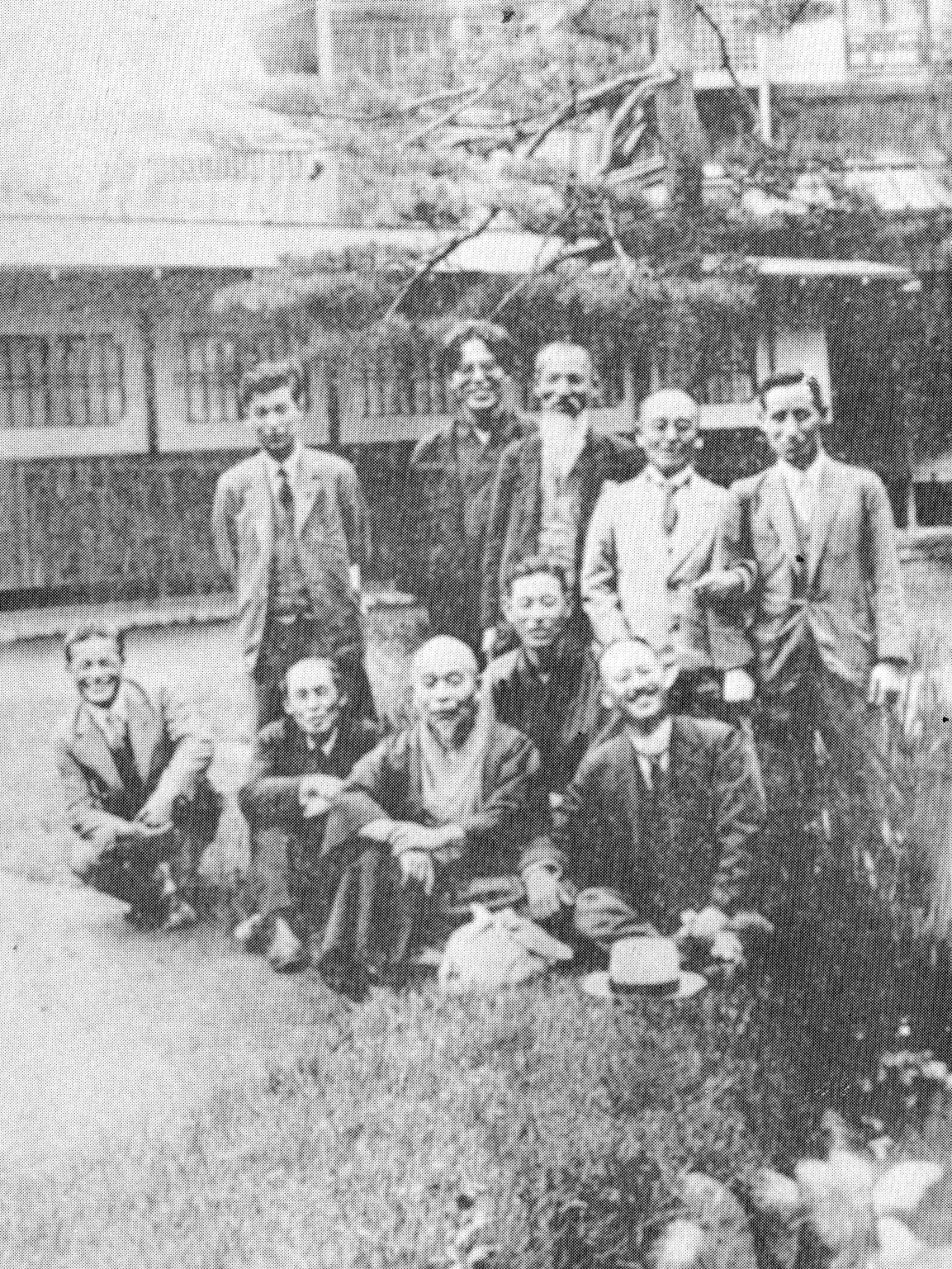
豊国覚堂（前列中央）と群馬県内の郷土史家ら。豊国の左が原田龍雄、右が大図軍之丞、後列中央が岩沢正作。

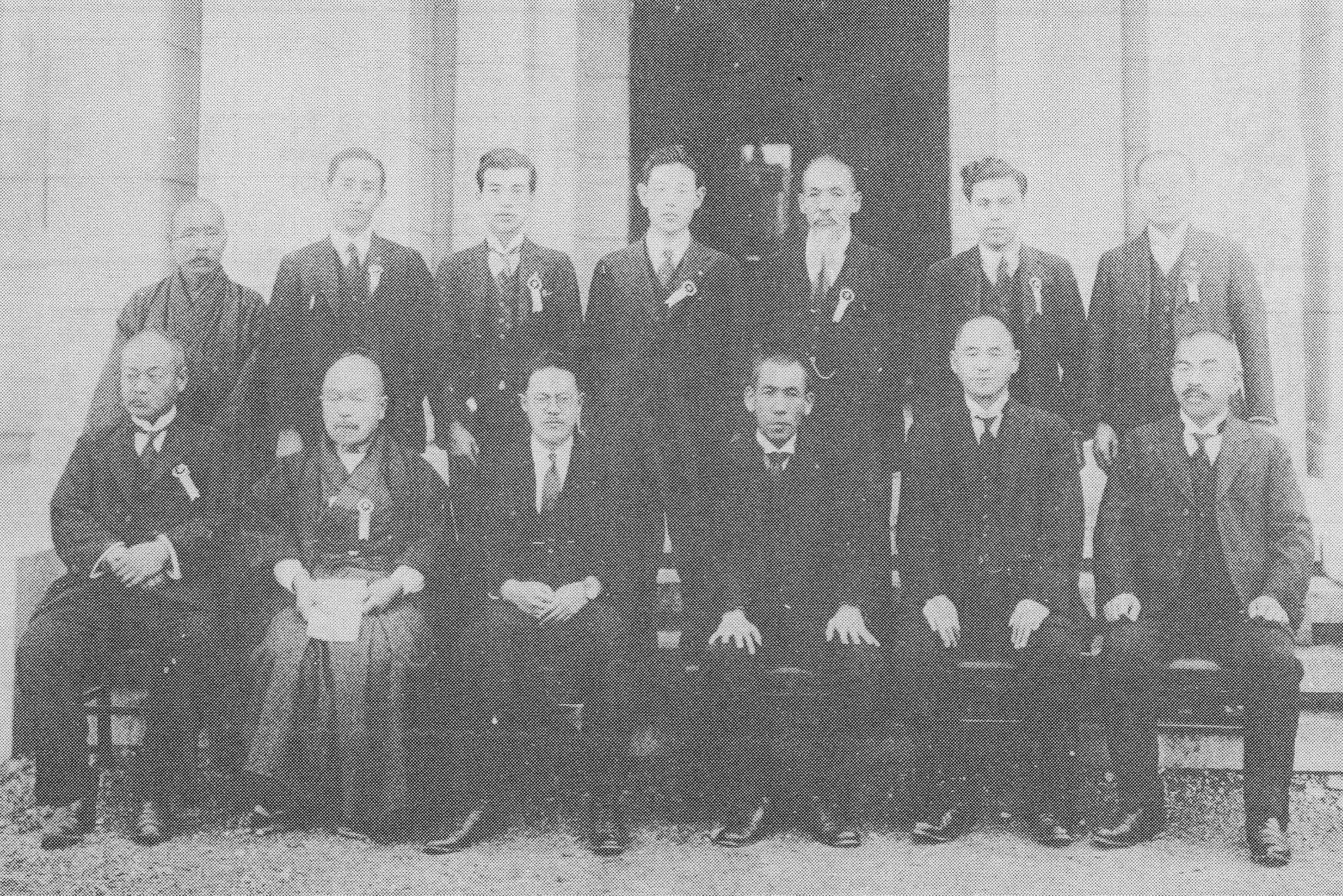
群馬県郷土資料展覧会の係官・委員。前列左から2人目が豊国覚堂。豊国の左が岡部福蔵、前列右から2人目が八木昌平。後列左端が相川之賀、4人目が大図軍之丞、5人目が岩沢正作。

『上毛及上毛人』（じょうもうおよびじょうもうじん）は、大正3年（1914年）4月に高崎市で刊行された、上毛郷土史研究会の機関誌。1914年に第3号を発刊後、大正5年（1916年）前橋に移り復刊し昭和17年（1942年）第297号を以て休刊に至るまで、300巻が出版された。なお『日本人日本人』を刊行した三宅雪嶺は覚堂の記者時代の同僚で、同誌を意識して『上毛及上毛人』では郷土史研究のみならず新聞記事抄録や時事論説が掲載されている。

### 上毛郷土史研究会会員
- 相川之賀 - 伊勢崎市の考古品収集家。コレクションは相川考古館の所蔵となっている。
- 原田龍雄 - 民俗学者。『勢多郡誌』編纂主任。
- 岡部福蔵（赤峯） - 歴史学者。新田郷土史研究会会長。『上野人物志』『越後の新田族』『新田の史蹟』『桐生地方史』著者。
- 蜷川新 - 法学者、外交官、同志社大学・駒澤大学教授。
- 丸山源八（瓦全） - 考古学者。足利考古会を結成。
- 岩沢正作 - 考古学者、博物学者。毛野研究会を主催し『毛野』刊行、『山田郡誌』を執筆。
- 八木昌平 - 歴史学者。桐生文化史談会創設者。
- 柴田常恵 - 考古学者。
- 福田啓作 - 館林町立図書館館長。館林郷土史談会創設メンバー。
- 中村孝也 - 歴史学者、東京帝国大学・明治大学教授。
- 福島武雄 - 考古学者、鉱山技師。県史蹟名勝天然記念物調査委員。
- 丸山清康 - 歴史学者。『上毛文化』『上毛史学』編集、『群馬文化』主催。
- 大図軍之丞 - 群馬県職員、前橋市助役。群馬県社寺兵事課で『上毛大観』『上毛古墳綜覧』の作成に関与。
- 千々和実 - 歴史学者。
- 今井善一郎 - 民俗学者。
- 浦野匡彦 - 官僚、二松学舎理事長。「上毛かるた」作成の際は、覚堂を選定委員に選んで助力を得ている[7]。
- 萩原進 - 歴史学者、前橋市立図書館館長、県文化財専門委員、県史編纂委員。
- 都丸十九一 - 民俗学者。
- 近藤義雄 - 歴史学者。前橋市立図書館館長、かみつけの里博物館館長。